# 滋賀県道326号大房東横関線
滋賀県道326号大房東横関線（しがけんどう326ごう おおふさひがしよこぜきせん）は、滋賀県近江八幡市を通る一般県道である。

## 概要
近江八幡市大房町から近江八幡市東川町に至る。
カーブはなく、一直線の道路である。元の滋賀県道160号八木東横関線が北部も取り込まれ、現在名となった。

### 路線データ
- 起点：近江八幡市大房町（大房交差点、滋賀県道26号大津守山近江八幡線交点）
- 終点：近江八幡市東川町（東川町交差点、国道8号交点、滋賀県道541号綾戸東川線終点）
- 総延長：4.7 km

## 路線状況

### 重複区間
- 滋賀県道48号近江八幡守山線（近江八幡市中小森町・中小森町交差点 - 近江八幡市大森町・大森町交差点）

## 地理

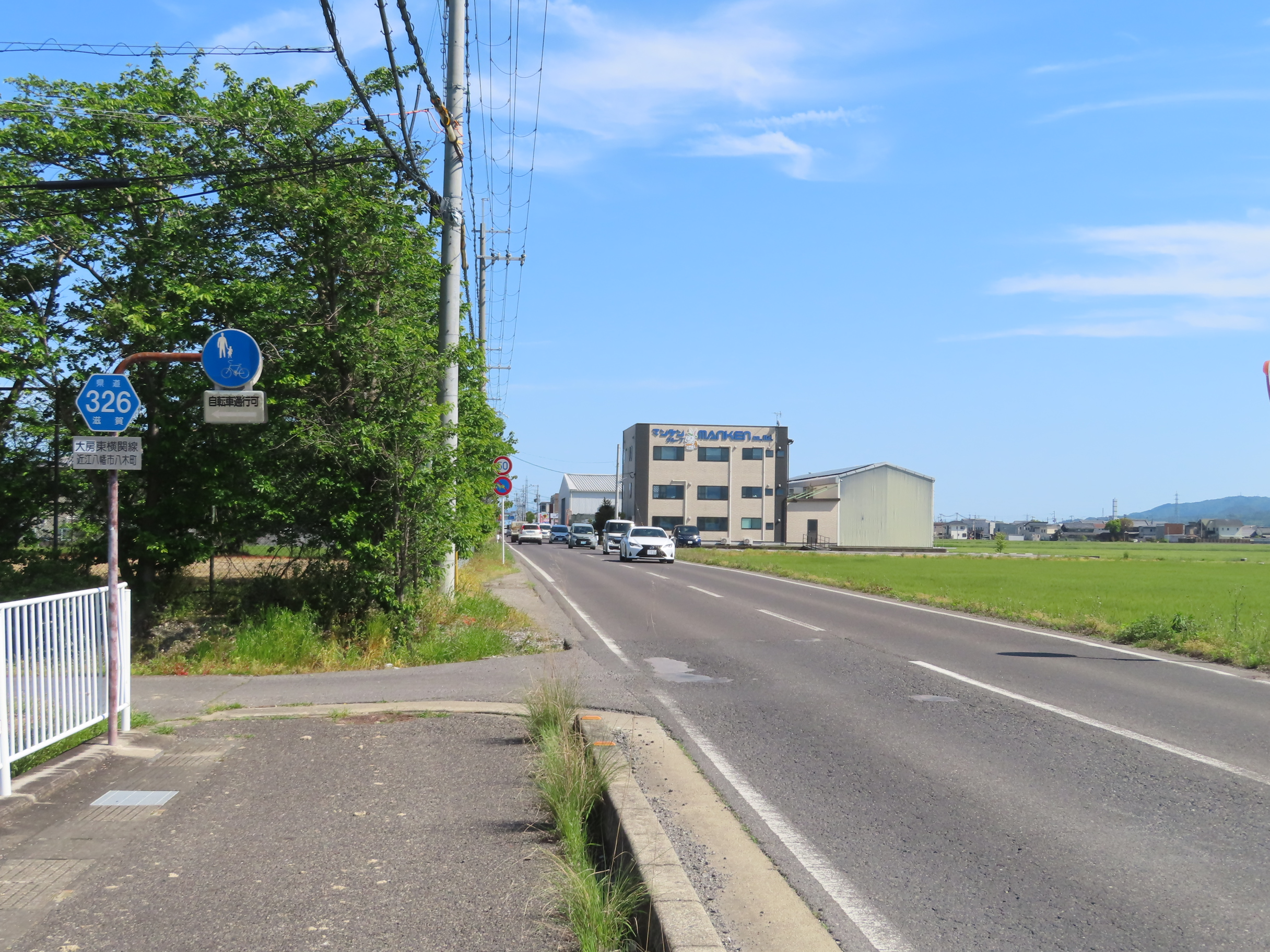
近江八幡市八木町
2024年5月

### 通過する自治体
- 近江八幡市

### 交差する道路
| 交差する道路                                           | 交差する場所 | 交差する場所        |
| ------------------------------------------------------ | ------------ | ------------------- |
| 滋賀県道26号大津守山近江八幡線                         | 大房町       | 大房交差点 / 起点   |
| 滋賀県道2号大津能登川長浜線 / 彦根道＝朝鮮人街道       | 小船木町     | 小船木町交差点      |
| 滋賀県道48号近江八幡守山線 / サンロード筋 重複区間起点 | 中小森町     | 中小森町交差点      |
| 滋賀県道48号近江八幡守山線 / サンロード筋 重複区間終点 | 大森町       | 大森町交差点        |
| 国道8号 滋賀県道541号綾戸東川線                        | 東川町       | 東川町交差点 / 終点 |

### 交差する鉄道
- 東海道本線
- 東海道新幹線

### 沿線
- 近江八幡市立岡山小学校
- 鍵取神社